# Carex boryana
Carex boryana är en halvgräsart som beskrevs av Christian Schkuhr. Carex boryana ingår i släktet starrar, och familjen halvgräs. Inga underarter finns listade i Catalogue of Life.